# Sixteen Mile Stand (Ohio)
Sixteen Mile Stand é um lugar designado pelo censo localizado no condado de Hamilton no estado estadounidense de Ohio. No Censo de 2010 tinha uma população de 2.928 habitantes e uma densidade populacional de 1.010,28 pessoas por km².

## Geografia
Sixteen Mile Stand encontra-se localizado nas coordenadas 39° 16′ 31″ N, 84° 19′ 32″ O. Segundo o Departamento do Censo dos Estados Unidos, Sixteen Mile Stand tem uma superfície total de 2.9 km², da qual 2.89 km² correspondem a terra firme e (0.27%) 0.01 km² é água.

## Demografia
Segundo o censo de 2010, tinha 2.928 habitantes residindo em Sixteen Mile Stand. A densidade populacional era de 1.010,28 hab./km². Dos 2.928 habitantes, Sixteen Mile Stand estava composto pelo 76.88% brancos, 6.11% eram afroamericanos, 0.03% eram amerindios, 13.32% eram asiáticos, 0.07% eram insulares do Pacífico, 1.26% eram de outras raças e o 2.32% pertenciam a duas ou mais raças. Do total da população 3.86% eram hispanos ou latinos de qualquer raça.